# Salz-Hornklee
Der Salz-Hornklee (Lotus tenuis), auch Schmalblatt-Hornklee genannt, ist eine Pflanzenart aus der Gattung Hornklee (Lotus) in der Unterfamilie der Schmetterlingsblütler (Faboideae) innerhalb der Familie der Hülsenfrüchtler (Fabaceae). Diese in Eurasien und Nordafrika weitverbreitet Art ist in einigen morphologischen Merkmalen in den unterschiedlichen Arealen sehr variabel.

## Beschreibung

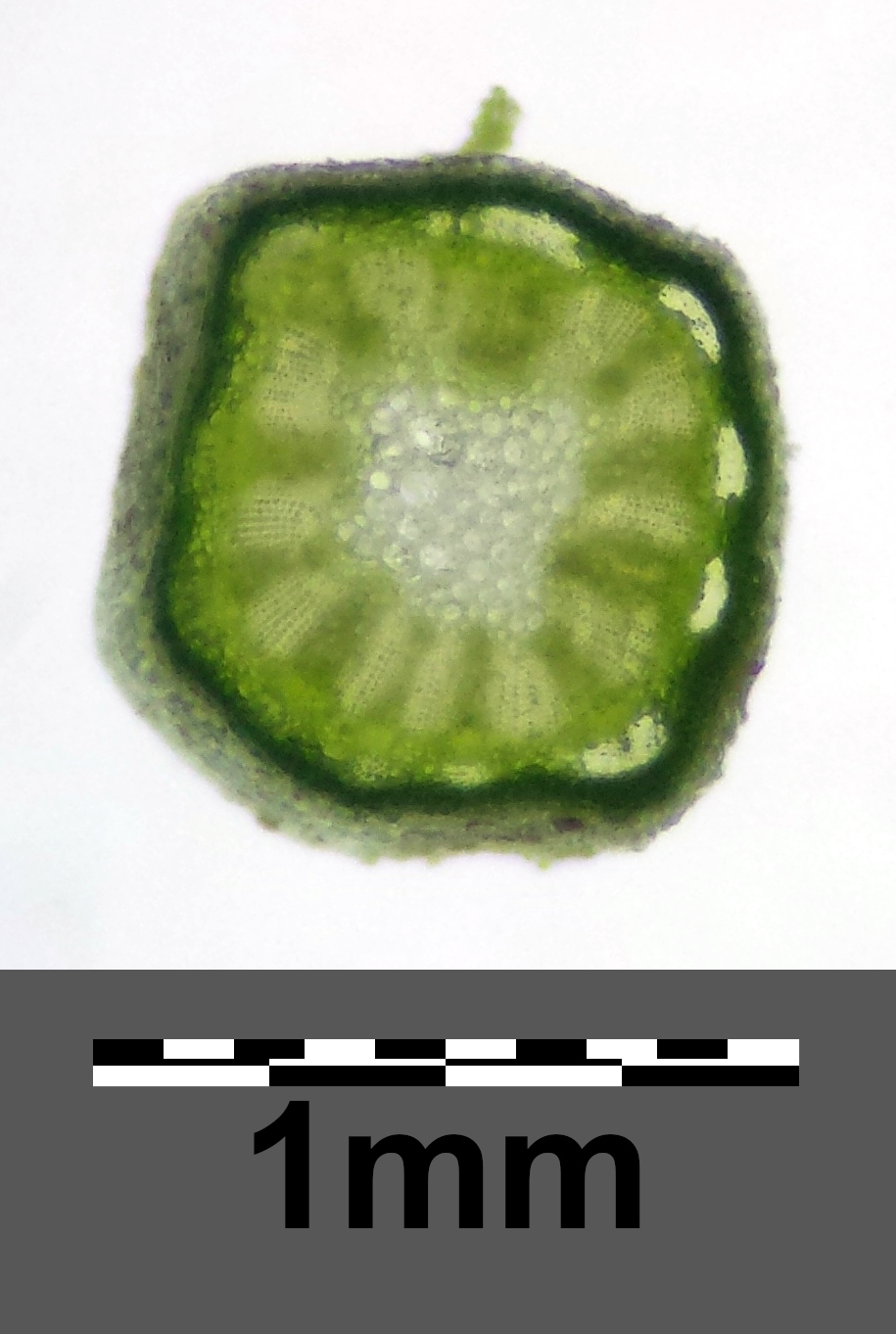
Stängelquerschnitt

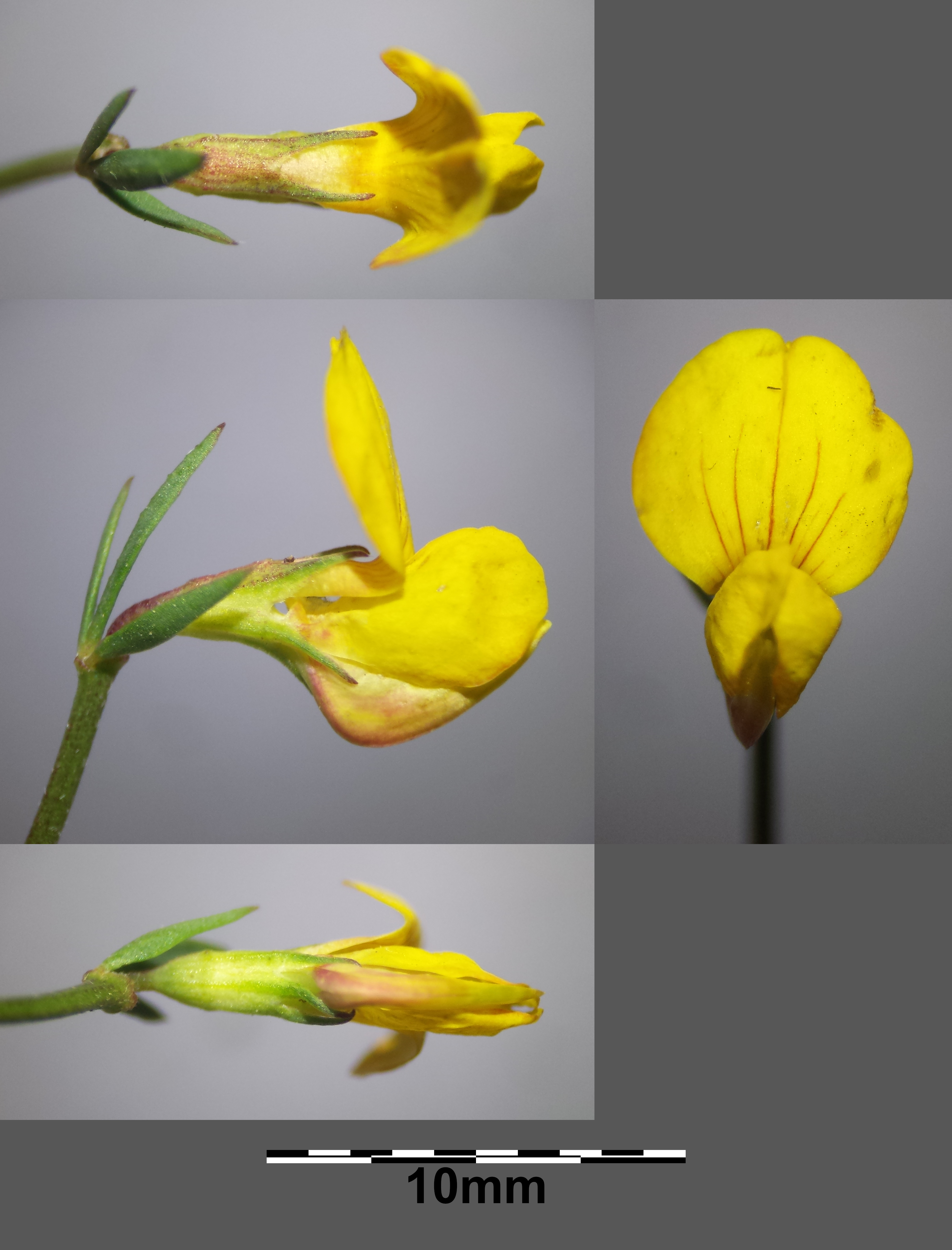
Zygomorphe Blüte von allen Seiten – zu erkennen sind Kelch und Krone

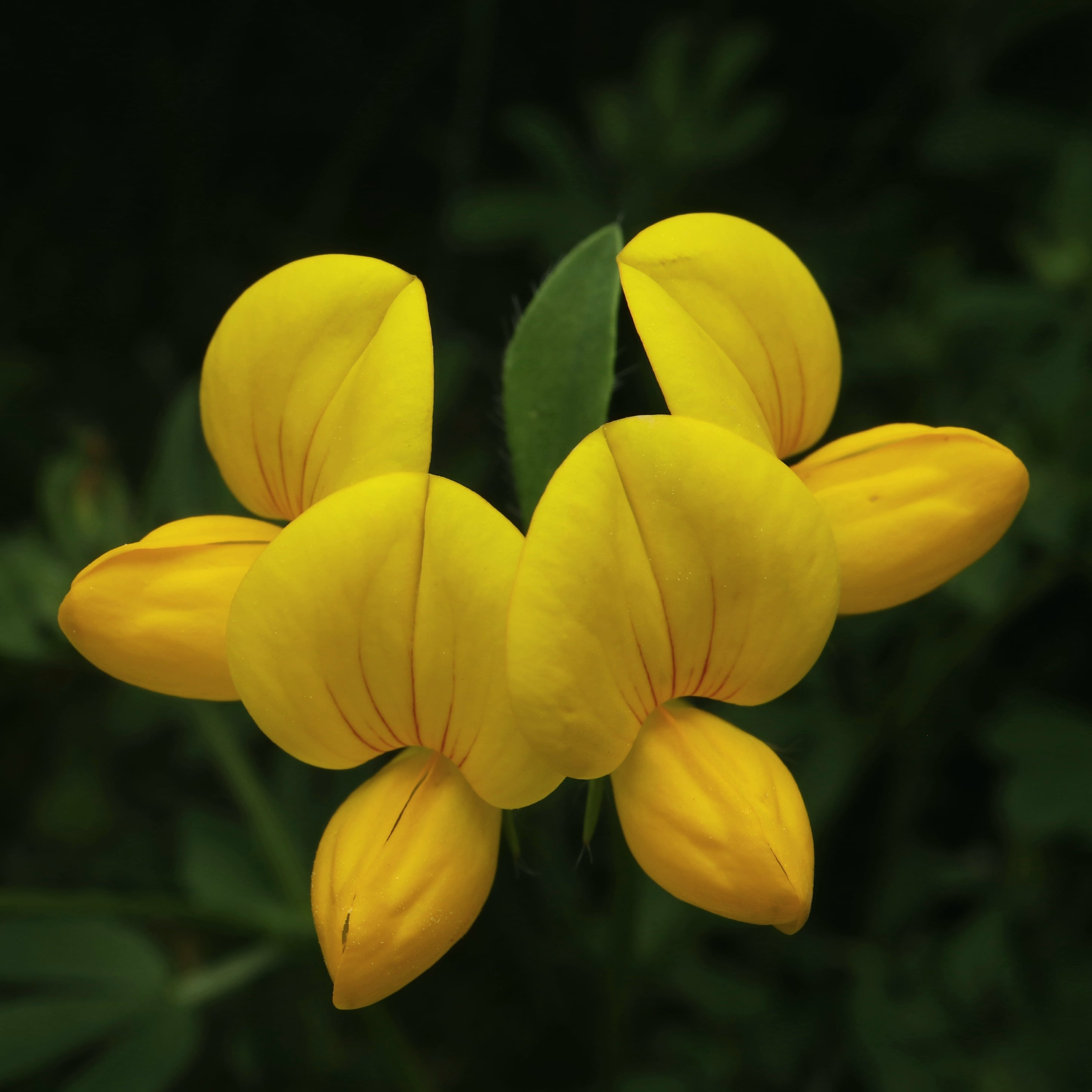
Blütenstand mit zygomorphen Blüte

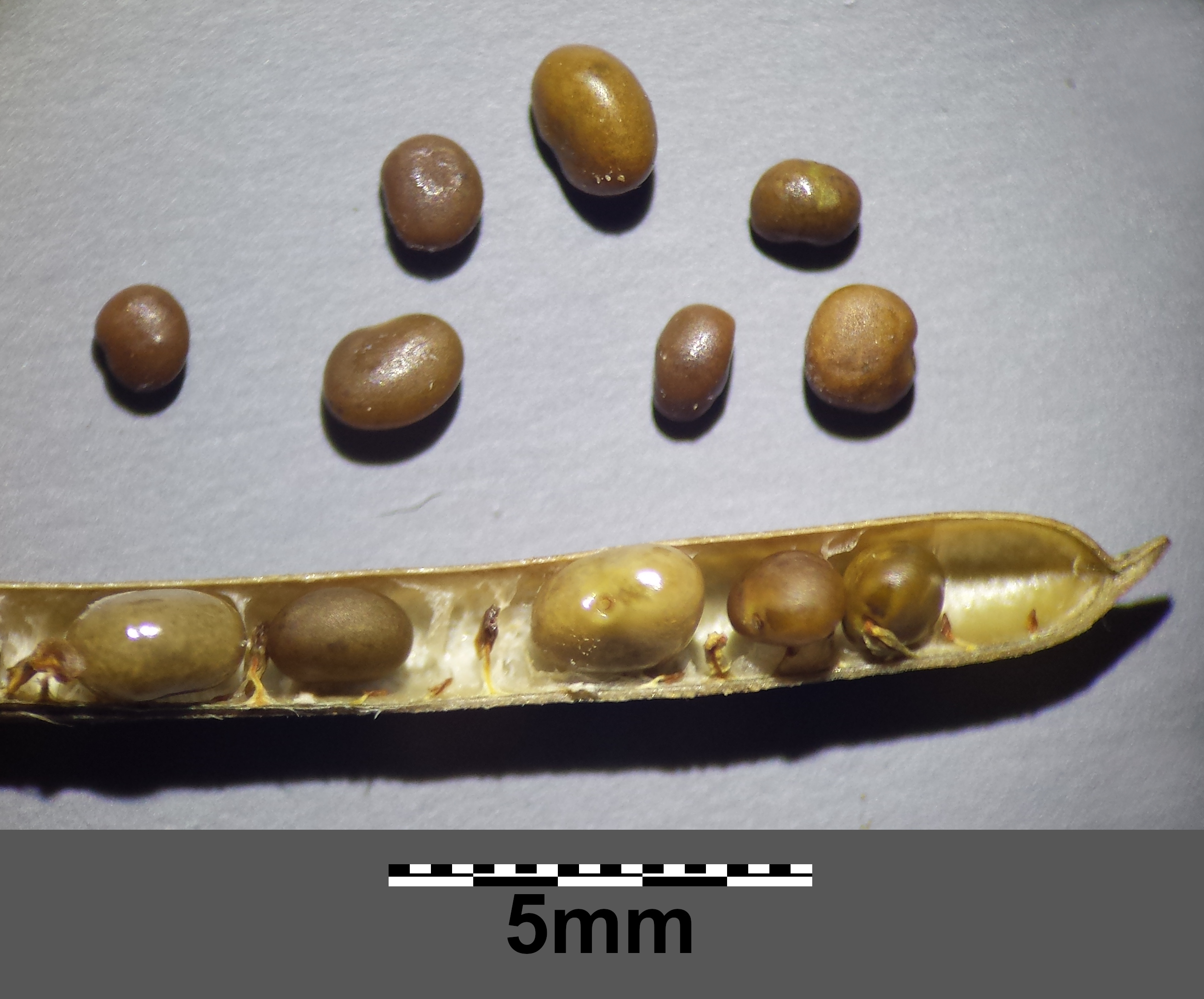
Geöffnete Hülsenfrucht und Samen

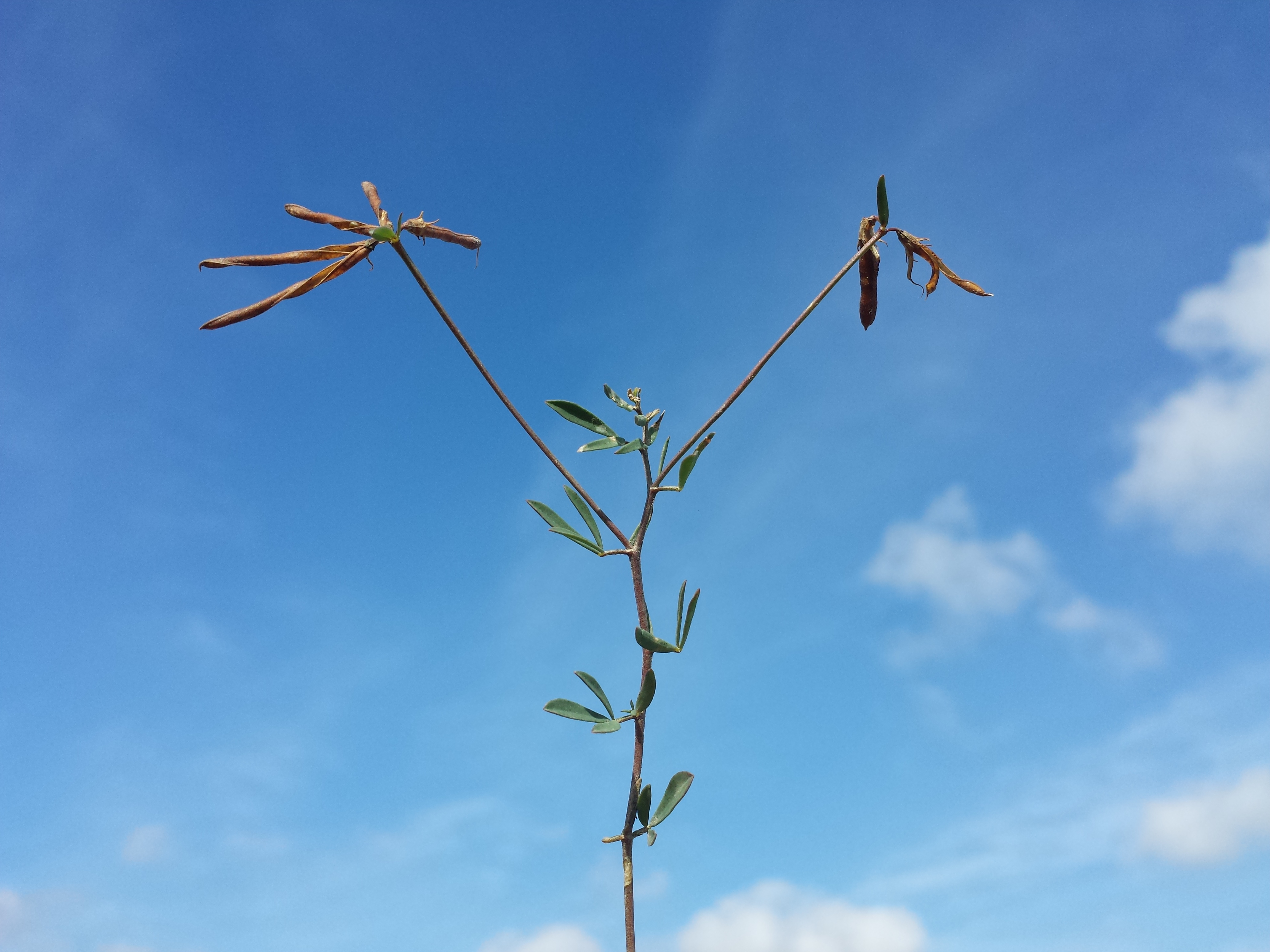
Stängel mit Laubblättern und Fruchtstand

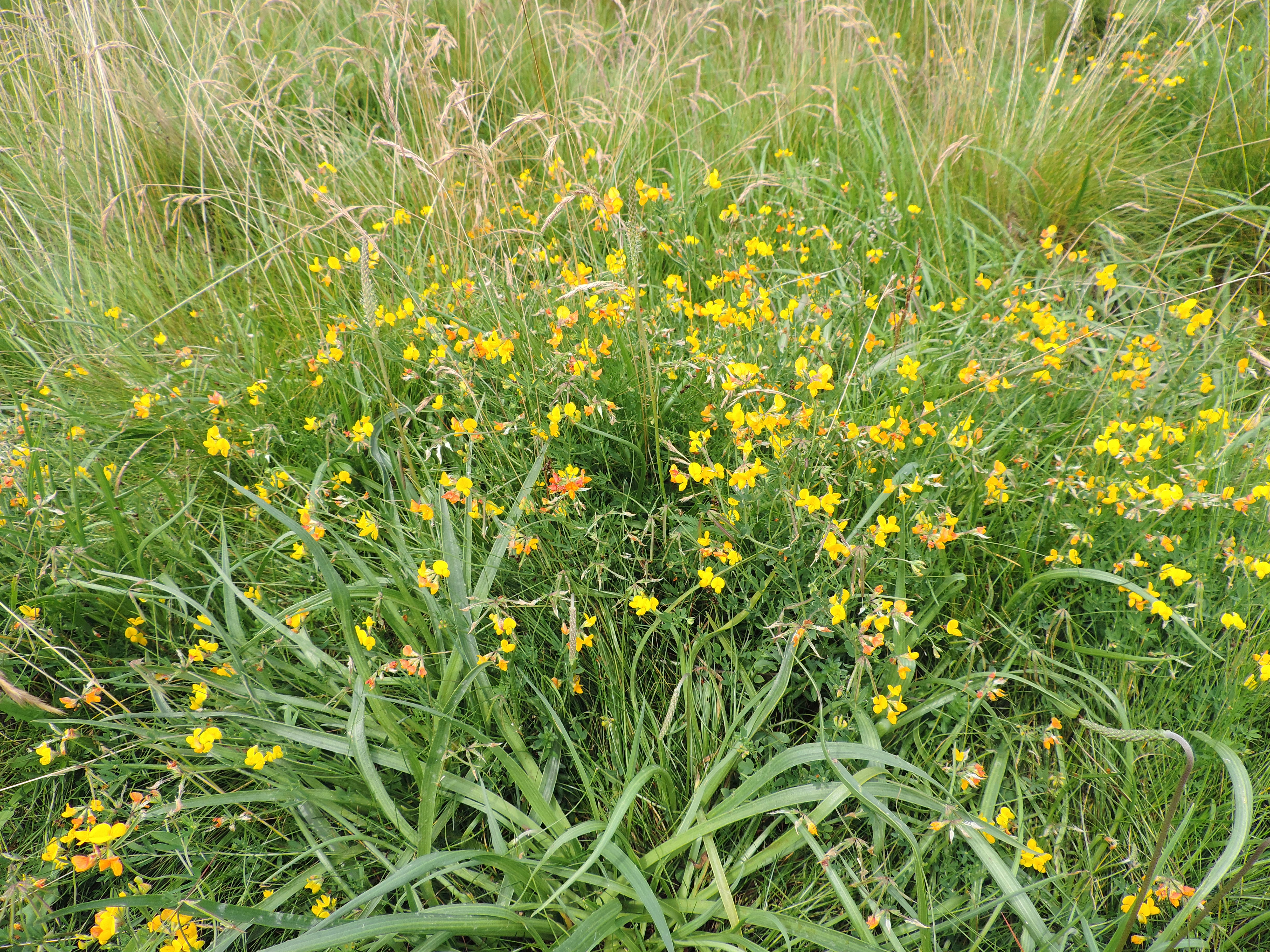
Habitus im Habitat

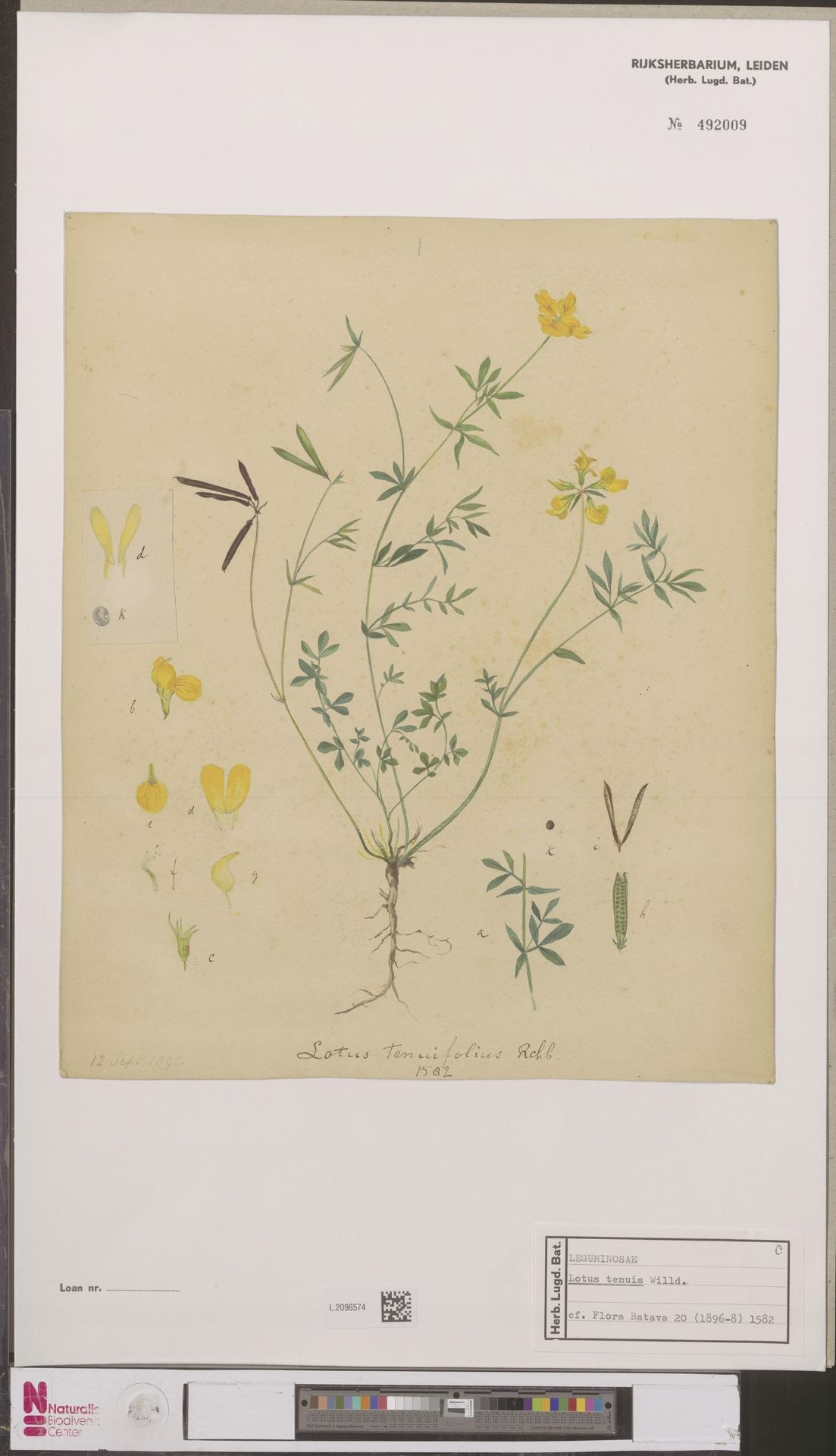
Illustration

### Vegetative Merkmale
Der Salz-Hornklee wächst als sommergrüne, ausdauernde krautige Pflanze und erreicht Wuchshöhen von meist 20 bis 30 (15 bis 40, selten bis zu 100) Zentimetern. Es ist eine Pfahlwurzel vorhanden, aber es werden keine unterirdischen Ausläufer gebildet. Die oberirdischen Pflanzenteile sind kahl oder spärlich mit kurzen anliegenden Trichomen flaumig behaart (Indument). Der niederliegende bis aufrechte, schlanke Stängel ist oft stark verzweigt, markig oder engröhrig.
Die geteilten Laubblätter gefingert und enthalten fünf Blättchen. Die Blättchen (Teilblätter) der mittleren und der oberen Stängelblätter sind bei einer Länge von 4 bis 18 Millimetern sowie einer Breite von 1 bis 4 Millimetern verkehrt-eiförmig-verkehrt-lanzettlich oder verkehrt-lanzettlich bis linealisch oder linealisch-lanzettlich mit spitzem oberen Ende. Die Blättchen sind fünf- bis achtmal so lang wie breit, bei den unteren Blättern zwei- bis dreimal so lang wie breit. Die untersten zwei Fiederblättchen sind kürzer als die anderen. Das Endfiederblatt ist 1,5- bis dreimal so lang wie die Blattrhachis. Die Nebenblätter sind drüsenartig reduziert.

### Generative Merkmale
Die Blütezeit reicht in der Schweiz von Mai bis Juli und in Deutschland von Juni bis August. Der relativ dünne Blütenstandsschaft ist mit einer Länge von meist 3 bis 12 Zentimetern relativ lang. Der Blütenstand enthält meist nur ein bis fünf, oder bis zu sechs duftende Blüten. Die ein bis drei Tragblätter sind 1,5-mal bis doppelt so lang wie der Blütenkelch.
Die zwittrige Blüte ist zygomorph und fünfzählig mit doppelter Blütenhülle. Die fünf Kelchblätter sind auf mehr als der Hälfte ihre Länge zu einem 4 bis 5, selten bis zu 6 Millimeter langen Kelch ist verwachsen. Die Kelchblätter sind im Knospenstadium nicht nach außen gekrümmt. Zwischen den beiden oberen pfriemlichen Kelchzähnen befindet sich eine stumpfe Bucht, welche kürzer als die Kelchröhre ist. Die fünf freien, gelben Kronblätter sind in der typischen Form der Schmetterlingsblüte angeordnet. Die Blütenkrone ist meist 8 bis 10,5 (6 bis 12 Millimeter) lang. Die Fahne ist breit verkehrt-eiförmig mit kurzem Nagel und stumpfem oberen Ende. Die Flügel sind verkehrt-eiförmig-länglich. Das obere Ende des Schiffchens ist hell. Das einzige linealische Fruchtblatt enthält viele Samenanlagen. Der Griffel ist 4 bis 5,5 Millimeter lang.
Die bei einer Länge von meist 15 bis 25 (9 bis 30) Millimetern sowie einem Durchmesser von 1,2 bis, meist 2 bis 2,5 Millimetern gerade, zylindrische, kahle Hülsenfrucht öffnet sich bei Reife und enthält viele Samen. Die hell-braunen Samen sind kugelförmig.

### Chromosomensatz
Die Chromosomengrundzahl beträgt x = 6; es liegt Diploidie mit einer Chromosomenzahl von 2n = 12 vor. Auch die Chromosomenzahl von 2n = 24 wurde ermittelt, dann liegt Tetraploidie.

## Ökologie
Beim Salz-Hornklee handelt es sich um einen mesomorphen Hemikryptophyten. In den Wurzelknöllchen erfolgt Stickstofffixierung durch Symbiose mit Knöllchenbakterien aus der Familie der Rhizobien.
Blütenökologisch handelt es sich um Schmetterlingsblumen vom Fabaceentyp mit Bürsteneinrichtung. Die Blüten sind homogam, also die männlichen und weiblichen Blütenorgane sind gleichzeitig fertil. Die Bestäubung erfolgt durch Insekten. Als Belohnung für die Bestäuber ist Nektar vorhanden. Bestäuber sind Bienen. Der Salz-Hornklee ist xenogam: es erfolgt obligate Fremdbefruchtung. Es liegt Selbstinkompatibilität vor.
Bei der Hülsenfrucht handelt es sich um eine trockene Streufrucht, die sich an Rücken- und Bauchnaht öffnet. Die Diasporen sind die Samen, die durch Autochorie (Selbstausbreitung) ausgebreitet werden.

## Vorkommen und Gefährdung
Lotus tenuis ist in Eurasien und in Nordafrika weitverbreitet. Es gibt Fundortangaben für Deutschland, Österreich, die Schweiz, Italien, Sizilien, Sardinien, Korsika, Frankreich, die Balearen, Spanien, Portugal, das Vereinigte Königreich, die Niederlande, Belgien, Dänemark, Schweden, Polen, Ungarn, die ehemalige Tschechoslowakei, das ehemalige Jugoslawien, Bulgarien, Rumänien, Albanien, Griechenland, Kreta, die Türkei, Syrien, den Irak, den Libanon, Israel, Ägypten, das nördliche Libyen, Marokko, Moldawien, die Ukraine, die Krim, die Oblast Wolgograd, Sibirien, Aserbaidschan, den Iran, Kasachstan, Kirgisistan, Tadschikistan, Turkmenistan, Usbekistan, Afghanistan, Pakistan und die Mongolei. In vielen Gebieten der Welt ist Lotus tenuis ein Neophyt.
An den deutschen Küsten ist er stellenweise verbreitet, während er im Binnenland eher selten vorkommt. In vielen Bundesländern sind seine Bestände bedroht durch das Zerstören seiner Lebensräume, durch das Brachfallen extensiv genutzter Wiesen und durch die ausbleibende Überflutung von Salzwiesen und Marschen. Deshalb steht er in einigen Bundesländern auch auf der Roten Liste der gefährdeten Gefäßpflanzen. Er ist stellenweise selten geworden. In der Schweiz gilt die Art als potenziell gefährdet. In Deutschland ist sie nach Floraweb lokal im Rückgang und gefährdet, teilweise aber in Ausbreitung, z. B. an sekundären Salzstellen.
In der Roten Liste der gefährdeten Pflanzenarten Deutschlands nach Metzing et al. 2018 ist Lotus tenuis in der Kategorie V = „Vorwarnliste“. In der vorhergehenden Roten Liste Deutschland war der Salz-Hornklee noch in der höheren Kategorie 3 = gefährdet. Die Situation hat sich in Deutschland verbessert, zwar ist Lotus tenuis Lokal im Rückgang und gefährdet, aber teilweise breitet er sich an sekundären Salzstellen weiter aus.
Der salztolerante Salz-Hornklee kommt auf nassen, oft zeitweilig überschwemmten Wiesen und an feuchten Ruderalstellen vor. Sein Hauptvorkommen besitzt er in Salzpflanzenfluren, Kriech- und Trittrasen und auf Feuchtwiesen. Pflanzensoziologisch ist sein Schwerpunktvorkommen in der Ordnung Agrostietalia stoloniferae und dem Verband Molinion caeruleae. Er ist zudem im Verband Armerion maritimae zusammen mit der Strand-Grasnelke zu finden.
Die Zeigerwerte nach Ellenberg sind: Lichtzahl 7 = Halblichtpflanze, Temperaturzahl 6 = Mäßigwärme- bis Wärmezeiger, Kontinentalitätszahl 3 = See- bis gemäßigtes Seeklima zeigend, Feuchtezahl 7 = Feuchtezeiger, Feuchtewechsel: stark wechselnde Feuchte zeigend, Reaktionszahl 8 = Schwachbasen- bis Basen-/Kalkzeiger, Stickstoffzahl 4 = Stickstoffarmut bis mäßigen Stickstoffreichtum zeigend, Salzzahl 4 = geringen bis mäßigen Salzgehalt zeigend, nicht schwermetallresistent.
Die ökologischen Zeigerwerte nach Landolt et al. 2010 sind in der Schweiz: Feuchtezahl F = 3+w+ (feucht aber stark wechselnd), Lichtzahl L = 4 (hell), Reaktionszahl R = 4 (neutral bis basisch), Temperaturzahl T = 4+ (warm-kollin), Nährstoffzahl N = 3 (mäßig nährstoffarm bis mäßig nährstoffreich), Kontinentalitätszahl K = 2 (subozeanisch), Salztoleranz 1 = tolerant.

## Taxonomie
Die Erstbeschreibung von Lotus tenuis erfolgte 1809 durch Franz Adam von Waldstein und Paul Kitaibel in Carl Ludwig Willdenow: Enumeratio Plantarum Horti Botanici Berolinensis, 2, S. 797. Das Artepitheton tenuis bedeutet „dünn“. Synonyme für Lotus tenuis Waldst. & Kit. ex Willd., Lotus alpinus (Ser.) Schleich. ex Ramond, Lotus borbasii Ujhelyi, Lotus burttii Borsos, Lotus corniculatus subsp. tenuifolis (Waldst. & Kit. ex Willd.) Gams, Lotus corniculatus subsp. tenuis (Waldst. & Kit. ex Willd.) Briq., Lotus corniculatus var. tenuifolius L., Lotus filicaulis Durieu,
Lotus glaber Mill. nom. rej., Lotus glareosus Boiss. & Reut., Lotus japonicus (Regel) K.Larsen, Lotus krylovii Schischk. & Serg., Lotus macbridei A.Nelson, Lotus schoelleri Schweinf., Lotus tenuifolius C.Presl, Lotus tenuifolius (L.) Rchb.

## Weiterführende Literatur
- Natasha L. Teakle, Daniel Real, Timothy D. Colmer: Growth and ion relations in response to combined salinity and waterlogging in the perennial forage legumes Lotus corniculatus and Lotus tenuis. In: Plant Soil, Volume 289, Issue 1, 2006, S. 369–383. doi:10.1007/s11104-006-9146-8
- Hernán Acuña, Luis Inostroza, Ma. Paulina Sánchez, Gerardo Tapia: Drought-tolerant naturalized populations of Lotus tenuis for constrained environments. In: Acta Agriculturae Scandinavica, Section B — Soil & Plant Science, Volume 60, Issue 2, 2010, S. 174–181. doi:10.1080/09064710902800224
- Graciela Ferraro Filip Rosana María A. del Pero Norma Basualdo Rodolfo Mendoza Ileana García: Flavonoids of Lotus tenuis (Waldst. & Kit.) as markers of populations growing in soils of different saline and hydrologic conditions. In: Journal of the Brazilian Chemical Society, Volume 21, Issue 9, 2010, S. 1739–1745. doi:10.1590/S0103-50532010000900021
- Osvaldo R. Vignolio,  Osvaldo N. Fernández: Lotus tenuis Seedling Establishment and Biomass Production in Flooding Pampa Grasslands (Buenos Aires, Argentina). In: Chilean Journal of Agricultural Research, Volume 71, Issue 1, 2011, S. 96–103. doi:10.4067/S0718-58392011000100012
- M. Affinito, Fabiana Daniela Espasandin, Mariana del Vas, Mayra Alvarez, Adriana Andrés, Pedro Sansberro, Antonio Paleo: Functional characterization and intracellular localization of a Lotus tenuis NHX antiporter. In: Plant Cell, Tissue and Organ Culture (PCTOC), Volume 146, September 2021, S. 1–12. doi:10.1007/s11240-021-02094-3

- Karte mit allen verlinkten Seiten:
- OSM |
- WikiMap